# Acyrthosiphon auctum
Acyrthosiphon auctum är en insektsart som först beskrevs av Walker 1849.  Acyrthosiphon auctum ingår i släktet Acyrthosiphon och familjen långrörsbladlöss. Arten är reproducerande i Sverige. Inga underarter finns listade i Catalogue of Life.